# Futbol'nyj Klub Istiklol
Il Futbol'nyj Klub Istiklol (ru: Футбольный клуб Истиклол) è una società calcistica con sede nelle città di Dušanbe in Tagikistan.

## Storia
Il club è stato fondato nel novembre 2007 da Shohruh Saidov.
Nella sua prima stagione il club partecipa alla seconda divisione nazionale: dopo aver vinto la prima fase a girone, a cui partecipano 16 squadre, a punteggio pieno, conquista la promozione nella massima serie nazionale vincendo anche tutte e 4 le partite del girone finale.
La stagione 2009-2010 si conclude con un 4º posto in campionato e con la vittoria della coppa nazionale, poi bissata con il successo in supercoppa contro i campioni nazionali del Vachš.
Nella stagione 2010-2011, sotto la guida dell'allenatore Alimzhon Rafikov, il club conquista il double: coppa nazionale e campionato (da imbattuto).
Il campionato 2011-2012 vede nuovamente l'Istiklol campione di Tagikistan ma è da registrare la sconfitta 1-0 nella finale della coppa nazionale per mano del Regar-TadAZ Tursunzoda.
La stagione 2012-2013 si apre con la vittoria della supercoppa, terza consecutiva e prosegue con la sconfitta ai calci di rigore nella finale della coppa del Tagikistan nuovamente contro il Regar-TadAZ Tursunzoda.
Il 30 settembre 2012, battendo in finale i palestinesi del Markaz Shabab Al-Am'ari, la squadra si aggiudica il suo primo titolo internazionale: la Coppa del Presidente dell'AFC.

## Allenatori
- 2008-2009  Kanat Latifov
- 2009-2010  Salohiddin Ghafurov
- 2010-2012  Alimzhon Rafikov
- 2012-2013  Nikola Kavazović
- 2013  Oleg Širinbekov
- 2014-2016  Mubin Ergashev
- 2016  Nikola Lazarevic
- 2017-2018  Mukhsin Mukhamadiev
- 2018-2019  Alisher Tukhtaev
- 2020  Mubin Ergashev
- 2020-2022  Vitaliy Levchenko
- 2021-2022  Mubin Ergashev
- 2022-2023  Alisher Tukhtaev
- 2023-  Igor' Čerevčenko

## Palmarès

### Competizioni nazionali
- Campionato tagiko: 13

2010, 2011, 2014, 2015, 2016, 2017, 2018, 2019, 2020, 2021, 2022, 2023, 2024
- Coppa del Tagikistan: 10

2009, 2010, 2013, 2014, 2015, 2016, 2018, 2019, 2022, 2023
- Supercoppa del Tagikistan: 11

2010, 2011, 2012, 2014, 2015, 2016, 2018, 2020, 2021, 2022

### Competizioni Internazionali
- Coppa del Presidente dell'AFC: 1

2012

### Altri piazzamenti
- Campionato di calcio del Tagikistan:

Terzo posto: 2012, 2013
- Coppa del Tagikistan:

Finalista: 2011, 2012, 2017
Semifinalista: 2024
- Coppa dell'AFC:

Finalista: 2015, 2017

## Organico

### Rosa 2023
Aggiornata al 24 gennaio 2023.
| N. |                       | Ruolo | Calciatore          |
| -- | --------------------- | ----- | ------------------- |
| 1  | Tagikistan (bandiera) | P     | Rustam Yatimov      |
| 2  | Tagikistan (bandiera) | D     | Siyovush Asrorov    |
| 3  | Tagikistan (bandiera) | D     | Tabrezi Davlatmir   |
| 11 | Tagikistan (bandiera) | A     | Shervoni Mabatshoev |
| 14 | Tagikistan (bandiera) | D     | Sayedi Kovussho     |
| 15 | Ghana (bandiera)      | C     | Idriss Aminu        |
| 16 | Tagikistan (bandiera) | P     | Olimjon Juraev      |
| 19 | Tagikistan (bandiera) | D     | Ahtam Nazarov       |
| 22 | Tagikistan (bandiera) | C     | Parviz Baki-Akhunov |

| N. |                       | Ruolo | Calciatore                |
| -- | --------------------- | ----- | ------------------------- |
| 23 | Tagikistan (bandiera) | D     | Alidzhoni Karomatullozoda |
| 27 | Tagikistan (bandiera) | D     | Daler Imomnazarov         |
| 50 | Tagikistan (bandiera) | P     | Mukhriddin Khasanov       |
| 51 | Ucraina (bandiera)    | D     | Hlib Hrachov              |
| 63 | Tagikistan (bandiera) | A     | Manuchekhr Dzhalilov      |
| 70 | Tagikistan (bandiera) | C     | Shakhrom Sulaimonov       |
| 84 | Tagikistan (bandiera) | C     | Islom Zoirov              |
|    | Tagikistan (bandiera) | P     | Shokhrukh Kirgizboev      |